# Полицейский (фильм, 1972)
«Полице́йский» (фр. Un Flic; другое название — «Шпик») — франко-итальянский триллер 1972 года режиссёра и сценариста Жан-Пьера Мельвиля. В главных ролях Ален Делон, Ричард Кренна и Катрин Денёв.
Последний фильм Мельвиля перед его смертью в 1973 году.

## Сюжет
Расследуя ограбление банка, в ходе которого были похищены деньги наркоторговцев, комиссар Эдуар Кольман (Делон) сталкивается с неожиданной проблемой: к деятельности преступников оказываются причастны его близкие люди, в том числе любимая женщина…

## В ролях
- Ален Делон — Эдуар Кольман
- Ричард Кренна — Симон
- Катрин Денёв — Кэти
- Риккардо Куччолла — Поль Вебер
- Майкл Конрад — Луи Коста
- Поль Кроше — Моран
- Симона Валер — жена Поля
- Андре Пусс — Марк Альбуа
- Жан Десайи

## Съёмочная группа
- Режиссёр: Жан-Пьер Мельвиль
- Продюсер: Робер Дорфманн
- Сценарист: Жан-Пьер Мельвиль
- Композитор: Мишель Коломбье
- Оператор: Вальтер Воттиц

## Создание
Как и в более раннем фильме Мельвиля «Красный круг», экранное время сцены ограбления соответствует реальному времени. Таким образом режиссёр стремился сделать фильм более реалистичным.

## Критика
Фильм входит в так называемую «делоновскую трилогию»: «Самурай», «Красный круг», «Полицейский». По наблюдению Филиппа Лабро, режиссёра и близкого друга Мельвиля, фильм «Полицейский» получился «загадочный и сияющий,
как редкий чёрный бриллиант» и ещё более «мельвилевским», чем предыдущий — «Красный круг»: «он сохранил в себе все достоинства „Самурая“, но решительно отказался от общедоступной простоты „Круга“. Монтаж поражает лаконичностью и точностью. Свет ещё более поэтичен, чем мы привыкли».